# Canadian Hot 100
Canadian Hot 100 là tên gọi bảng xếp hạng đĩa đơn được phát hành hàng tuần tại Canada, bởi tạp chí Billboard. Bảng xếp hạng ra mắt ngày 16 tháng 6 năm 2007 trên tạp chí và kể từ ngày 7 tháng 6 năm 2007, nó đã được phát hành trên Internet. Canadian Hot 100 là bảng xếp hạng đầu tiên đánh dấu sự kiện Billboard tạo ra một bảng xếp hạng cho một quốc gia bên ngoài Hoa Kỳ.
Canadian Hot 100 tương tự như bảng xếp hạng Hot 100 của tạp chí này phát hành ở Hoa Kỳ: bao gồm cả doanh số tải về và tần suất chơi trên hơn 100 đài phát thanh ở Canada. Đĩa đơn quán quân đầu tiên của bảng xếp hạng này là "Umbrella" của Rihanna và Jay-Z.

## Kỉ lục xếp hạng

### Lọt vào bảng xếp hạng ở ngay vị trí quán quân
- "Hung Up" của Madonna (Tháng 9 2000)
- "Crack a Bottle" của Eminem, Dr. Dre & 50 Cent (21 tháng 2 năm 2009)
- "Today Was a Fairytale" của Taylor Swift (20 tháng 2 năm 2010)
- "Wavin' Flag" của Young Artists for Haiti (27 tháng 3 năm 2010)
- "Not Afraid" của Eminem (22 tháng 5 năm 2010)
- "California Gurls" của Katy Perry và Snoop Dogg (29 tháng 5 năm 2010)

## Các thành tích khác
- Black Eyed Peas là nghệ sĩ duy nhất đến nay thay thế chính mình ở vị trí quán quân ("Boom Boom Pow" dẫn đầu bảng xếp hạng trong 9 tuần (từ 27 tháng 6 đến 4 tháng 7 năm 2009) và "I Gotta Feeling" chiếm vị trí quán quân 16 tuần tiếp đó)
- Rihanna là nghệ sĩ đang có nhiều đĩa đơn quán quân nhất trên bảng xếp hạng (4) - "Umbrella", "Take a Bow", "Love the Way You Lie" và "Only Girl (In the World)".